# Тованда (Пенсільванія)
Тованда (англ. Towanda) — місто (англ. borough) в США, в окрузі Бредфорд штату Пенсільванія. Населення — 2798 осіб (2020).

## Географія
Тованда розташована за координатами 41°46′15″ пн. ш. 76°26′47″ зх. д. / 41.77083° пн. ш. 76.44639° зх. д. (41.770945, -76.446503). За даними Бюро перепису населення США в 2010 році місто мало площу 3,03 км², з яких 2,95 км² — суходіл та 0,08 км² — водойми.

## Демографія
Згідно з переписом 2010 року, у селищі мешкало 2919 осіб у 1241 домогосподарстві у складі 757 родин. Густота населення становила 965 осіб/км². Було 1426 помешкань (471/км²).
Расовий склад населення:
| - 96,6 % — білих - 0,6 % — чорних або афроамериканців - 0,4 % — азіатів - 0,1 % — корінних американців |

До двох чи більше рас належало 1,9 %. Частка іспаномовних становила 2,4 % від усіх жителів.
За віковим діапазоном населення розподілялося таким чином: 23,9 % — особи молодші 18 років, 62,1 % — особи у віці 18—64 років, 14,0 % — особи у віці 65 років та старші. Медіана віку мешканця становила 38,7 року. На 100 осіб жіночої статі у селищі припадало 103,1 чоловіків; на 100 жінок у віці від 18 років та старших — 97,5 чоловіків також старших 18 років.
Середній дохід на одне домашнє господарство становив 55 858 доларів США (медіана — 42 196), а середній дохід на одну сім'ю — 65 354 долари (медіана — 51 304). За межею бідності перебувало 19,4 % осіб, у тому числі 26,5 % дітей у віці до 18 років та 10,2 % осіб у віці 65 років та старших.
Цивільне працевлаштоване населення становило 1327 осіб. Основні галузі зайнятості: освіта, охорона здоров'я та соціальна допомога — 27,0 %, виробництво — 22,0 %, науковці, спеціалісти, менеджери — 12,7 %, роздрібна торгівля — 8,4 %.